# Johan Pettersson (trädgårdsman)
Johan Pettersson är Sveriges förste till namnet kände trädgårdsmästare. 
Johan Pettersson anlade klosterträdgårdarna vid Vadstena kloster, och var herre till den medeltida gården Bjärka, söder om Linköping. Efter att ha följt med heliga Birgitta på hennes resa till Rom 1349 återvände han till Sverige och var med vid anläggningen av klostret i Vadstena. Han finns som staty i den nuvarande örtagården vid Vadstena kloster.